# Relações entre Estados Unidos e Sérvia
As relações entre Estados Unidos e Sérvia referem-se as relações bilaterais entre os governos da Sérvia e dos Estados Unidos. Foram estabelecidos pela primeira vez em 1882. De 1918 a 2006, os Estados Unidos mantiveram relações com o Reino da Iugoslávia, com a República Socialista Federativa da Iugoslávia e com a Sérvia e Montenegro, dos quais a Sérvia é considerada o Estado sucessor legal.
No final do século XIX, os Estados Unidos procuraram tirar proveito da retirada do Império Otomano da Europa Oriental através do estabelecimento de relações diplomáticas com as nações emergentes, entre elas a Sérvia. A Sérvia e os Estados Unidos foram aliados durante a Primeira Guerra Mundial. Após a Primeira Guerra Mundial, a Sérvia uniu-se ao Reino do Montenegro e aos territórios previamente ocupados pela Áustria-Hungria. Este estado unificado tornou-se conhecido como Iugoslávia, com o qual os Estados Unidos tiveram relações diplomáticas até o início da Segunda Guerra Mundial. Na Frente Iugoslava durante a Segunda Guerra Mundial, os Estados Unidos finalmente apoiaram os monarquistas sérvios conhecidos como Chetniks. No entanto, Josip Broz Tito, líder dos partisans iugoslavos durante a guerra, acabou governando a Iugoslávia após a Segunda Guerra Mundial, o que resultaria em um período de rompimento entre a Iugoslávia e os Estados Unidos no final da década de 1940. O fim da Segunda Guerra Mundial também resultou na emigração em massa de refugiados da Iugoslávia, muitos dos quais eram sérvios que acabaram se mudando para os Estados Unidos. Isso ajudou a criar a primeira grande diáspora sérvia nos Estados Unidos. Alguns dos refugiados sérvios que se estabeleceram nos Estados Unidos após a Segunda Guerra Mundial eram exilados anticomunistas que tentaram enfraquecer Tito durante a Guerra Fria, usando os Estados Unidos como um local para seus objetivos anticomunistas.
Durante a dissolução da Iugoslávia, os Estados Unidos se envolveram em conflitos combativos e econômicos, particularmente com a Sérvia, conhecida na época como República Federal da Iugoslávia (um dos sucessores da República Socialista Federativa da Iugoslávia). Os Estados Unidos impuseram sanções e encabeçaram uma campanha de bombardeios da OTAN da Iugoslávia em 1999. Ao longo do período de conflito na década de 1990, outra onda de emigração sérvia se seguiu e muitos refugiados sérvios se mudaram para os Estados Unidos. Na década de 2000, as relações diplomáticas entre os Estados Unidos e a Iugoslávia foram restauradas, porém seriam alteradas quando Montenegro se separou em 2006, após o qual a Sérvia foi o Estado sucessor para continuar as relações anteriormente detidas pela República Federal da Iugoslávia. Em 2008, a Assembleia do Kosovo declarou unilateralmente a independência da Sérvia.

## História

### Pré-Iugoslávia
As relações diplomáticas entre o então Reino da Sérvia e os Estados Unidos foram estabelecidas no século XIX. Em 1879, o Consulado Geral da Sérvia em Nova Iorque foi aberto. Em 3 de fevereiro de 1882, o parlamento sérvio aprovou um contrato e uma convenção de relações diplomáticas entre o Reino da Sérvia e os Estados Unidos, concedida pelo Rei Milan Obrenović. O Senado dos Estados Unidos aprovou dois documentos em 5 de julho de 1882, sem debates ou emendas. Em 10 de novembro de 1882, Eugene Schuyler tornou-se o primeiro embaixador dos Estados Unidos na Sérvia.

### Apoio estadunidense aos monarquistas sérvios durante a Segunda Guerra Mundial

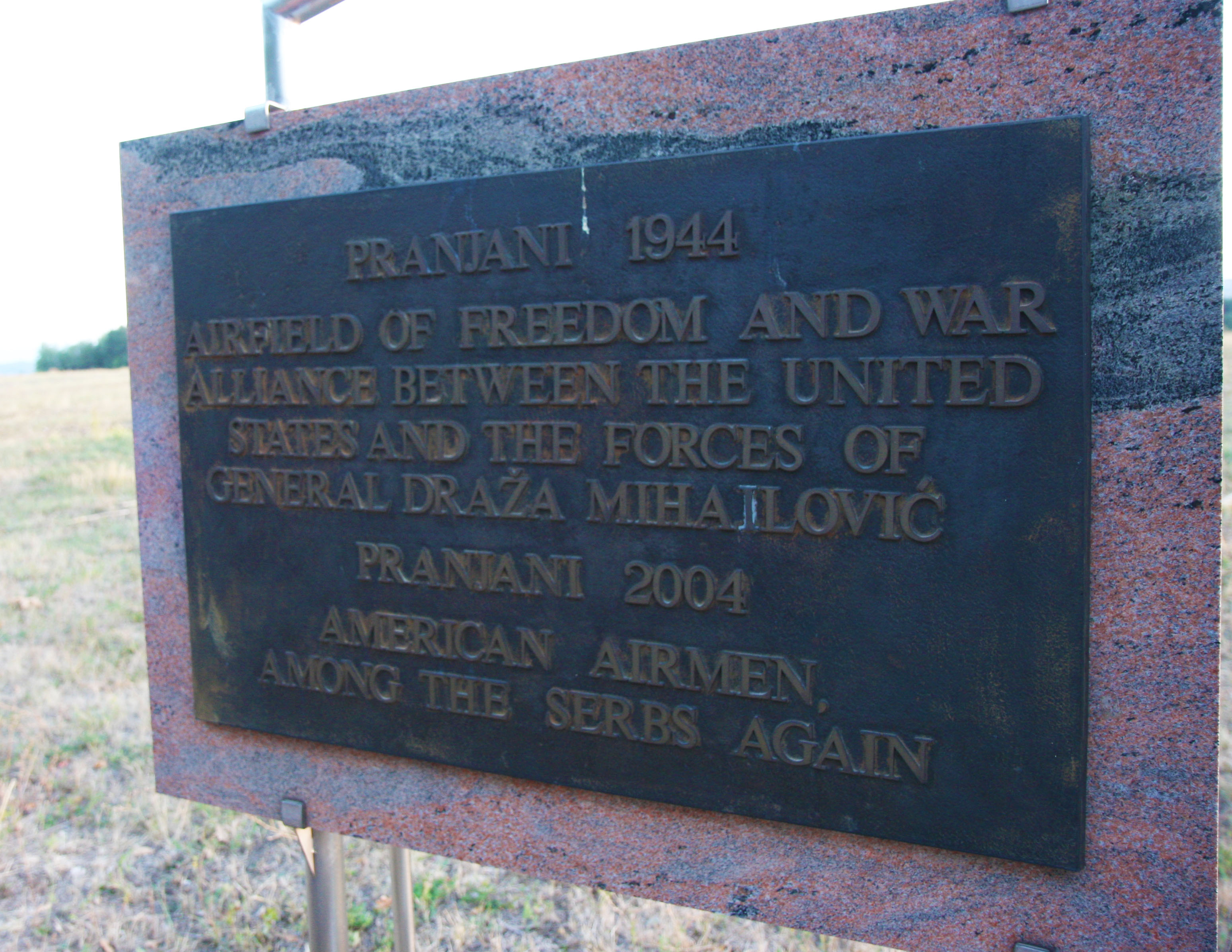
Uma placa memorial para a Operação Halyard em Pranjani, Sérvia.

Durante a Segunda Guerra Mundial na Iugoslávia, os Estados Unidos inicialmente apoiaram o governo monárquico iugoslavo. Quando os nazistas invadiram a Iugoslávia na primavera de 1941, os Estados Unidos apoiaram decisivamente os chetniks nos primeiros anos da guerra. Este apoio ocorreu sob a forma de extensas relações clandestinas entre o Office of Strategic Services (OSS) e os chetniks com a administração de William Donovan. Essa cooperação foi destacada por operações complexas, como a Operação Halyard, na qual várias centenas de pilotos estadunidenses foram resgatados pelos chetniks. Contudo, o apoio do OSS aos chetniks seria comprometido pela política do MI6 do Reino Unido de favorecer os partisans iugoslavos em detrimento dos chetniks. Em 1943, o apoio do governo dos Estados Unidos aos chetniks contra os partisans iugoslavos era tal que o presidente Franklin D. Roosevelt discutiu com Winston Churchill em uma conversa privada que supunha que as fronteiras iugoslavas seriam completamente redesenhadas em três estados separados, com Pedro Karađorđević Jr. sendo o monarca de um reino sérvio independente no final da guerra. A USAF e a RAF britânica começaram a bombardear Belgrado indiscriminadamente em abril de 1944 quando acreditaram que a ocupação nazista não poderia ser removida sozinha pela resistência caseira. Os círculos de inteligência dos Estados Unidos, gradualmente, admitiram sua influência sobre as operações de guerrilha iugoslavas aos britânicos. No final da guerra, o presidente Harry S. Truman dedicou a Legião de Mérito ao líder chetnik Draža Mihailović, mas o prêmio não seria revelado publicamente até 2005.

### Relações na Guerra Fria (1945-1991)
Após o final da Segunda Guerra Mundial, a República Socialista Federativa da Iugoslávia foi formada. Um dos primeiros contatos diplomáticos feitos com o novo governo comunista foi o pedido do Departamento de Estado dos Estados Unidos para que o Exército dos Estados Unidos testemunhasse no julgamento de Mihailović. No entanto, a solicitação foi rejeitada e as primeiras relações entre os Estados Unidos e o governo de Josip Broz Tito ficaram tensas, já que os diplomatas estadunidenses ficariam furiosos com a execução de Mihailović em 1946. As relações degradaram ainda mais um mês depois, quando duas aeronaves de carga C-47 Skytrain da USAF foram abatidas sobre a Iugoslávia no espaço de duas semanas. Mais aeronaves da USAF seriam abatidas na Iugoslávia até 1948.  Como resultado, o senador dos Estados Unidos Thomas Dodd, se opôs firmemente à ajuda financeira estadunidense ao governo de Tito, inclusive dizendo que "Tito tinha mãos ensanguentadas". Em uma das primeiras visitas de Josip Broz Tito aos Estados Unidos, os manifestantes em San Pedro afogariam uma efígie dele.
Os governos comunistas na Europa submeteram-se a Stalin e rejeitaram o auxílio do Plano Marshall pelos Estados Unidos em 1947. Inicialmente, Tito acompanhou e rejeitou o Plano Marshall. No entanto, em 1948, Tito rompeu decisivamente com Stalin a respeito de outras questões, tornando a Iugoslávia um Estado comunista independente. A Iugoslávia então solicitou ajuda estadunidense. Os líderes estadunidenses estavam divididos internamente, mas finalmente concordaram e começaram a enviar dinheiro em pequena escala em 1949 e em uma escala muito maior em 1950 e 1953. A ajuda estadunidense não fez parte do Plano Marshall.
A Iugoslávia passou a abrir mais diálogo diplomático com as nações ocidentais após a ruptura Tito-Stalin, o qual assegurou que a Iugoslávia não se tornasse um membro do Pacto de Varsóvia. Em 1º de janeiro de 1967, a Iugoslávia foi o primeiro país comunista a abrir suas fronteiras a todos os visitantes estrangeiros e abolir os requisitos de visto. As viagens aéreas comerciais regulares entre os Estados Unidos e a Iugoslávia foram introduzidas com Pan Am e Jat Airways. Devido a isso, oportunidades comerciais reabriram entre os Estados Unidos e a Iugoslávia e as empresas estadunidenses começaram a exportar para a Iugoslávia. Da mesma forma, na década de 1980, a Iugoslávia estava até mesmo exportando muitos de seus automóveis fabricados da linha de montagem Zastava Automobili em Kragujevac para os Estados Unidos. O presidente dos Estados Unidos Jimmy Carter discutiu questões relacionadas com a Palestina e com o Egito com Tito e se referiu a ele como um "grande líder mundial". Posteriormente, o governo Reagan teve como alvo a economia iugoslava numa Decisão Diretiva de Segurança Nacional (NSDD 133), em 1984,  classificada como Segredo Sensível e intitulada "Política dos Estados Unidos para a Iugoslávia". Uma versão censurada desclassificada em 1990, a NSDD 54, tratava da Europa Oriental e foi emitida em 1982. Esta última defendeu "desenvolver esforços para promover uma 'revolução silenciosa' para derrubar governos e partidos comunistas", enquanto reintegrava os países da Europa Oriental numa economia orientada para o mercado.

#### Radicais sérvios nos Estados Unidos durante a existência da Iugoslávia

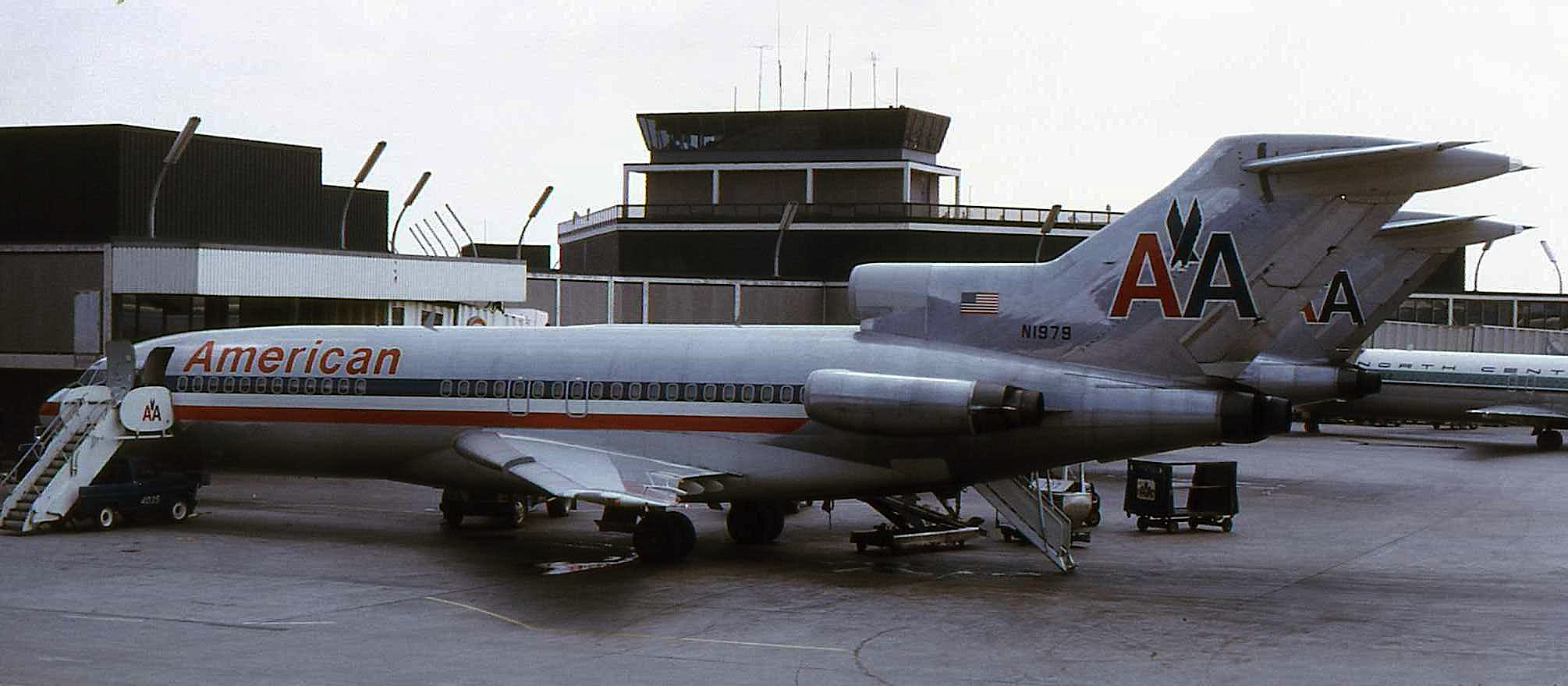
Nikola Kavaja sequestrou o voo 293 da American Airlines em 20 de junho de 1979 com a intenção de colidi-lo no edifício da Liga dos Comunistas em Belgrado.

Durante grande parte do período socialista, os Estados Unidos foram um refúgio para muitos anticomunistas sérvios que viviam fora da Iugoslávia. Em 20 de junho de 1979, um nacionalista sérvio chamado Nikola Kavaja sequestrou o voo 293 da American Airlines na cidade de Nova Iorque com a intenção de colidir o Boeing 707 na sede da Liga dos Comunistas da Iugoslávia em Belgrado. A aeronave, no entanto, pousou em Shannon, na Irlanda, onde Kavaja foi preso.
Um grupo de seis nacionalistas sérvios, entre eles Boško Radonjić, colocou uma bomba caseira na residência do consulado iugoslavo em Chicago em 1975. Radonjić tornou-se mais tarde o líder da gangue Westies na cidade de Nova Iorque, onde participou de crime organizado e extorsão. Posteriormente, tornou-se um dos gângsteres mais temidos no submundo da cidade de Nova Iorque e desenvolveu extensas amizades com Vojislav Stanimirović, John Gotti e a família Gambino. Depois que Sammy Gravano entregou John Gotti para o Federal Bureau of Investigation em dezembro de 1990, Radonjić foi altamente suspeito de ter tentado arranjar o julgamento em favor de John Gotti.  Como resultado disso, Radonjić foi preso em dezembro de 1999; depois de o FBI descobrir que o próprio estava a bordo de um avião que fazia uma viagem da Europa para Cuba, foi solicitado que o voo fosse desviado para o Aeroporto Internacional de Miami, onde Radonjić ficou retido e acabou por ser detido pelo FBI. Ele seria preso nos Estados Unidos novamente em janeiro de 2000 para uma investigação mais aprofundada sobre o julgamento de Gotti, em 1992. Após a libertação, em 2001, deixaria os Estados Unidos e retornaria para a Sérvia, onde viveu até sua morte em 2011. Também foi admirador e amigo de longa data de Radovan Karadžić até o último se esconder em 1996.
Na década de 1980, Vojislav Šešelj lecionou ciência política na Universidade de Michigan depois de ter sido expulso pela Liga dos Comunistas da Iugoslávia em 1981. Em junho de 1989, viajou para os Estados Unidos novamente para se encontrar com Momčilo Đujić em San Marcos (Califórnia), onde Đujić o nomeou Chetnik Vojvoda (duque em sérvio). Ele partiu para formar o Partido Radical Sérvio em 1991  e foi acusado pelo Tribunal Penal Internacional para a antiga Iugoslávia de liderar os militantes da Beli Orlovi na Bósnia e Herzegovina e na República Sérvia de Krajina, um Estado formado durante a guerra. Radovan Karadžić realizou estudos de pós-graduação em medicina da Universidade de Columbia de 1974 a 1975, mas fez isso sem qualquer agenda política específica no momento; mais tarde se tornou o presidente da República Srpska durante a Guerra da Bósnia e posteriormente iria se esconder na Sérvia até a sua captura em 2008 pelas acusações de crimes de guerra e genocídio do Tribunal Penal Internacional para a antiga Iugoslávia.

### Deterioração das relações e a guerra com a República Federal da Iugoslávia (1991–2000)

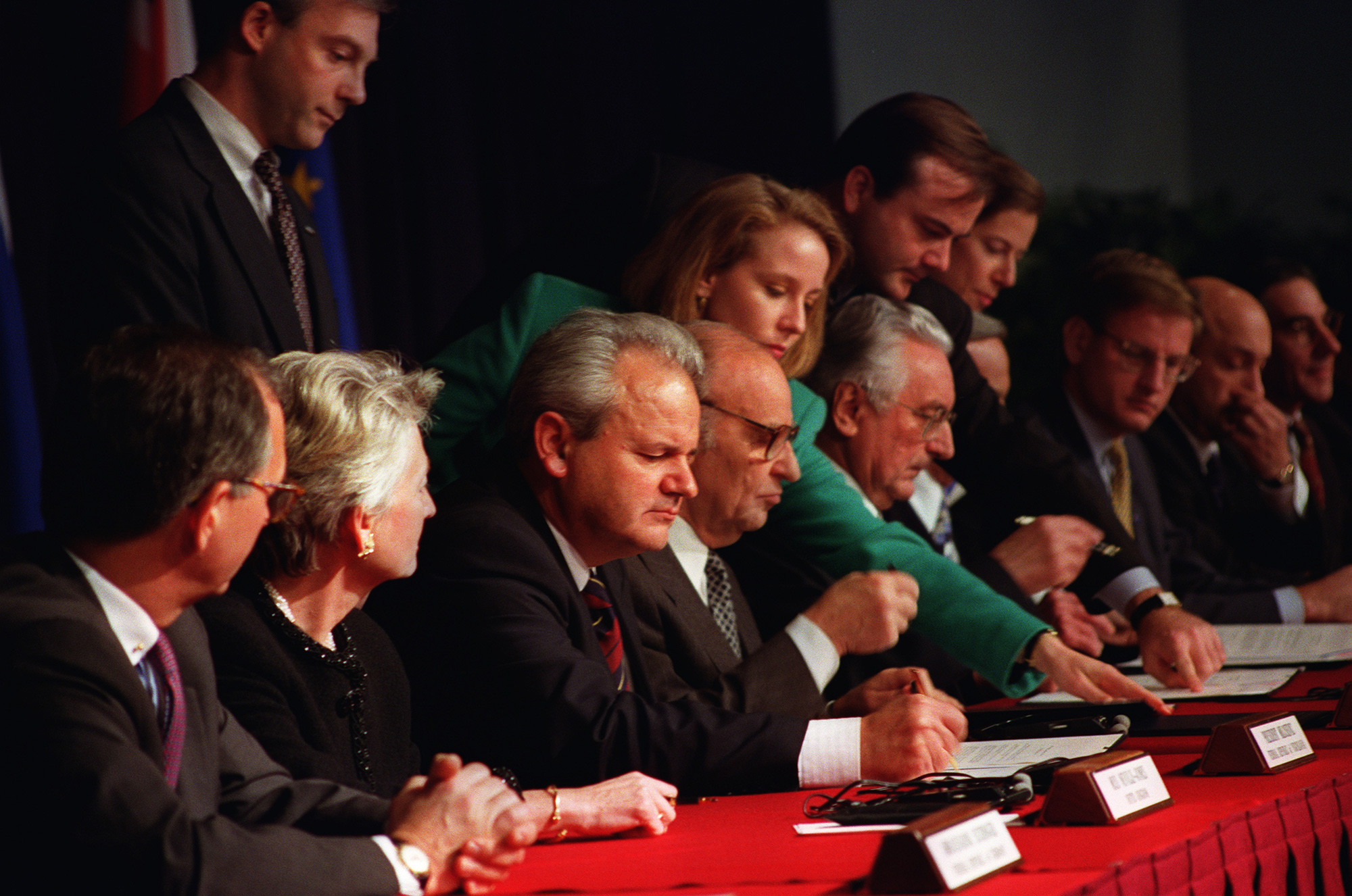
Sentados, da esquerda para a direita: Slobodan Milošević, Alija Izetbegović, Franjo Tuđman assinando os Acordos de Paz de Dayton na Base da Força Aérea de Wright-Patterson em 21 de novembro de 1995.

A primeira forma de sanções iniciadas pelos Estados Unidos contra a Iugoslávia ocorreria já a partir de 1990 com a Emenda Nickels, patrocinada pelos senadores Don Nickles e Bob Dole. A emenda foi aprovada devido às preocupações com os albaneses que estavam sendo presos no Kosovo. A emenda entraria oficialmente em vigor legal a partir do dia 6 de maio de 1992; embora tenha aplicado apenas $5 milhões do valor da ajuda externa estadunidense, foi relatada como fundamental para a rejeição a República Socialista Federativa da Iugoslávia do seu último pedido de empréstimos ao FMI  antes do episódio de dissolução e hiperinflação.
A dissolução da Iugoslávia começou em 1992, os territórios constituídos por Sérvia, Montenegro e Kosovo compuseram a República Federal da Iugoslávia. No meio das guerras iugoslavas, os Estados Unidos e uma esmagadora maioria dos Estados-membros das Nações Unidas cortaram os laços econômicos e impuseram sanções à República Federal da Iugoslávia em 30 de maio de 1992.

#### O triângulo Panić–Ćosić–Milošević e os Estados Unidos
O governo iugoslavo da recém-formada República Federal da Iugoslávia (sucessora da República Socialista Federativa da Iugoslávia) acabou tendo três líderes ideologicamente opostos ocupando cargos executivos. A partir de 1992, enquanto Slobodan Milošević era o presidente da República Federal da Sérvia, o teórico nacional Dobrica Ćosić foi nomeado presidente da República Federal da Iugoslávia. Enquanto isso, Milan Panić, um magnata de negócios com sede em Newport Beach, Califórnia, aceitou o convite de Milošević para ser primeiro-ministro.  Panić foi posteriormente eleito como primeiro-ministro nas eleições parlamentares iugoslavas de 1992. Os Estados Unidos não revogaram a cidadania de Panić apesar da sua ocupação de um cargo executivo no governo iugoslavo claramente contrariar a Constituição dos Estados Unidos. No entanto, Panić se tornaria uma pessoa de interesse nos círculos diplomáticos estadunidenses dado os seus antecedentes de negócios e residências. Em uma reunião da Conferência sobre a Segurança e a Cooperação na Europa em Helsinque em julho de 1992, o secretário de Estado dos Estados Unidos James Baker, rejeitou abruptamente a petição de Panić para reduzir as sanções à Iugoslávia, mesmo depois de um acordo (entre Panić, Milošević e Dušan Mitević) ser alcançado pelo qual Milošević renunciaria em troca do alívio das sanções. Isso acabou prejudicando severamente a única posição diplomática a nível internacional de Panić, bem como a sua posição na Iugoslávia. O Los Angeles Times publicou um artigo que descrevia Panić como um defensor duvidoso do possível processo de paz estadunidense-iugoslavo, quando de fato, muitos anos mais tarde tornou-se conhecido que Panić foi realmente convidado por Baker, primeiramente, ao invés de voluntariamente ir a Helsinque.
Panić e o ex-embaixador dos Estados Unidos para a Iugoslávia John Douglas Scanlan cooperaram em um nível profundo  numa campanha para desafiar os políticos conservadores que reiteravam a desaprovação de Baker de conceder um alívio as sanções da Iugoslávia em troca de uma renuncia planejada de Milošević. Um dos conselheiros de Panić, o acadêmico Ljubiša Rakić, foi despachado para explicar a Larry Eagleburger que o governo de H.W. Bush estava equivocado ao considerar Panić como um fantoche de Milošević. Eagleburger respondeu: "Não se preocupe, nós vamos fazer nossas próprias coisas".
O governo de três frentes durou apenas de maio a dezembro de 1992, uma vez que Panić e Ćosić decidiram desafiar Milošević nas eleições institucionalmente revisadas em dezembro desse mesmo ano. A eleição de dezembro terminou como um fracasso para os opositores de Milošević, quando Ćosić saiu da campanha no último momento devido a problemas de saúde. Múltiplos políticos dos partidos de oposição criticaram as sanções aos combustíveis fósseis instigadas pelos Estados Unidos no meio de um inverno gélido de 1992-1993, afirmando que isso na verdade ajudaria a promover mais simpatia a Milošević ao invés de contrariá-lo.

#### Abertura pós-Dayton e a influência macroeconômica dos Estados Unidos na Iugoslávia (1995–1998)
Em 21 de novembro de 1995, o presidente sérvio Slobodan Milošević viajou para os Estados Unidos para assinar os Acordos de Paz de Dayton com o presidente da Croácia Franjo Tuđman e o presidente da Bósnia, Alija Izetbegović, perto de Dayton (Ohio). Meses depois, as sanções contra a Iugoslávia seriam finalmente retiradas em outubro de 1996.
Em 1997, um grupo de dezessete economistas escreveu uma carta intitulada "Programa Radikalnih Ekonomskih Reformi u Jugoslaviji", defendendo a política macroeconômica liberal, criando previsões alarmantes para a economia iugoslava entre 1998 a 2010. Não por coincidência, a carta foi publicada pela primeira vez pela B92, indiscutivelmente, o meio de comunicação mais pró-ocidental da Iugoslávia na época. Esta seria a base para o que se tornaria um partido político altamente controverso na Sérvia, o G17 Plus, que teve início como uma ONG financiada pelo National Endowment for Democracy. Os escritores originais da carta de 1997 posteriormente dividiram-se, já que alguns evitavam ou até criticavam os fundamentos do G17, enquanto outros acabariam ocupando cargos no governo pós-Milošević em 2000.

#### Bombardeio da OTAN na Iugoslávia

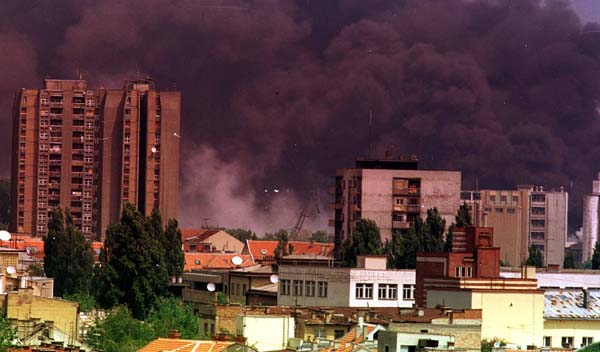
Fumaça da refinaria bombardeada de Novi Sad em 1999.

Os Estados Unidos restabeleceram as sanções contra a Iugoslávia em março de 1998, quando a Guerra do Kosovo começou. Pouco depois das controvérsias em Račak e Rambouillet, o diplomata estadunidense Richard Holbrooke viajou para Belgrado em março de 1999 para entregar o ultimato final solicitando a entrada das forças das Nações Unidas no Kosovo. Milošević rejeitou o ultimato, de modo que os Estados Unidos cortaram completamente os laços com a Iugoslávia em 23 de março de 1999. Bill Clinton tornou-se o primeiro presidente a declarar guerra ignorando a maioria do Congresso. O estabelecimento da campanha de bombardeio foi contestada por uma das votações mais apertadas (213-213) em toda a história da Câmara dos Representantes. Os Estados Unidos declararam a guerra à Iugoslávia em 24 de março de 1999 para participar da Operação Força Aliada liderada pelo general estadunidense Wesley Clark. Dentre todos os territórios da Iugoslávia na época, a Sérvia foi mais bombardeada devido à sua concentração de alvos militares. Como resultado da concessão de Slobodan Milošević a entrada da KFOR no Kosovo, a guerra contra a Iugoslávia cessou em 10 de junho de 1999.

### Relações pós-guerra

#### Revolução Buldôzer (2000)
Um grupo chamado Otpor!, originalmente formado por estudantes em 1998 com a assistência financeira da USAID, do International Republican Institute e da NED, foi um dos múltiplos participantes significativos na Revolução Buldôzer, da qual Milošević seria deposto. A USAID doou mais de $30 milhões para a Otpor "comprar telefones celulares e computadores para a liderança da Oposição Democrática da Sérvia e para recrutar e treinar um exército de 20.000 monitores eleitorais", bem como complementá-los com "uma campanha de marketing sofisticada com pôsteres, insígnias e camisetas." Após a Revolução Buldôzer em 5 de outubro de 2000, os Estados Unidos restabeleceram uma presença diplomática em Belgrado. Em 2013, a Associated Press publicou um artigo que informou que um agente da CIA, Francis Archibald, participou da organização do golpe de 5 de outubro e que a deposição foi "considerada dentro da CIA como um modelo para executar uma ação encoberta pacífica bem sucedida".

#### Transição com a Oposição Democrática da Sérvia e seus remanescentes do partido (2001–2008)
As sanções contra a República Federal da Iugoslávia seriam retiradas em janeiro de 2001. Os Estados Unidos, sob a administração de George W. Bush, negariam a concessão de qualquer auxílio à Iugoslávia – mesmo vários meses depois da suspensão das sanções da ONU  – até que Vojislav Koštunica prometesse cooperar com as demandas de Haia em relação ao julgamento de Slobodan Milošević.
Em março de 2001, o economista estadunidense Joseph Stiglitz viajou para Belgrado para conversar com um proeminente líder da Oposição Democrática da Sérvia, Zoran Đinđić, sobre as possíveis consequências dos planos de austeridade patrocinados pelo FMI.  Em 25 de junho de 2001, Stiglitz publicou um artigo intitulado "Serbia's Advantages in Coming Late", sobre a necessidade da Sérvia não se apressar na privatização e não buscar a "terapia de choque", os quais eram o conselho macroeconômico estabelecido pelas instituições de Bretton Woods. Đinđić, no entanto, não viveu muito tempo para analisar o conselho das instituições de Bretton Woods ou o plano antiausteridade de Stiglitz, uma vez que foi assassinado em 12 de março de 2003. Isso se acumulou em um crescendo quando o G17 Plus entrou em um impasse intenso com o governo sérvio, composto principalmente pela Oposição Democrática da Sérvia, devido ao fato de o G17 Plus pressionar continuamente pela dissolução da união estatal da Sérvia e Montenegro. Mais tarde, em maio de 2006, Montenegro declarou a independência da união estatal sérvia-montenegrina; os Estados Unidos imediatamente respeitaram os resultados e exortaram o novo governo em Podgorica a manter laços estreitos com a Sérvia. Os Estados Unidos reconheceram a Sérvia como o Estado sucessor oficial da Sérvia e Montenegro e do Estado iugoslavo anterior.
Além da política fiscal, a influência estadunidense foi evidente em cargos executivos. Em setembro de 2002, foi anunciado que o Tribunal Militar em Belgrado deveria prestar queixa contra Momčilo Perišić, que era vice-presidente da República Federal da Iugoslávia na época, por espionagem em favor da CIA. O julgamento nunca aconteceu, embora, após sua libertação de Haia, em 28 de fevereiro de 2013, o advogado de Perišić, Novak Lukić, anunciou que seu cliente estava "pronto para ser julgado" sobre as mesmas acusações de espionagem em 2002. Desde 2015, nenhuma investigação adicional ocorreu.

#### 2008–2012: Era Tadić

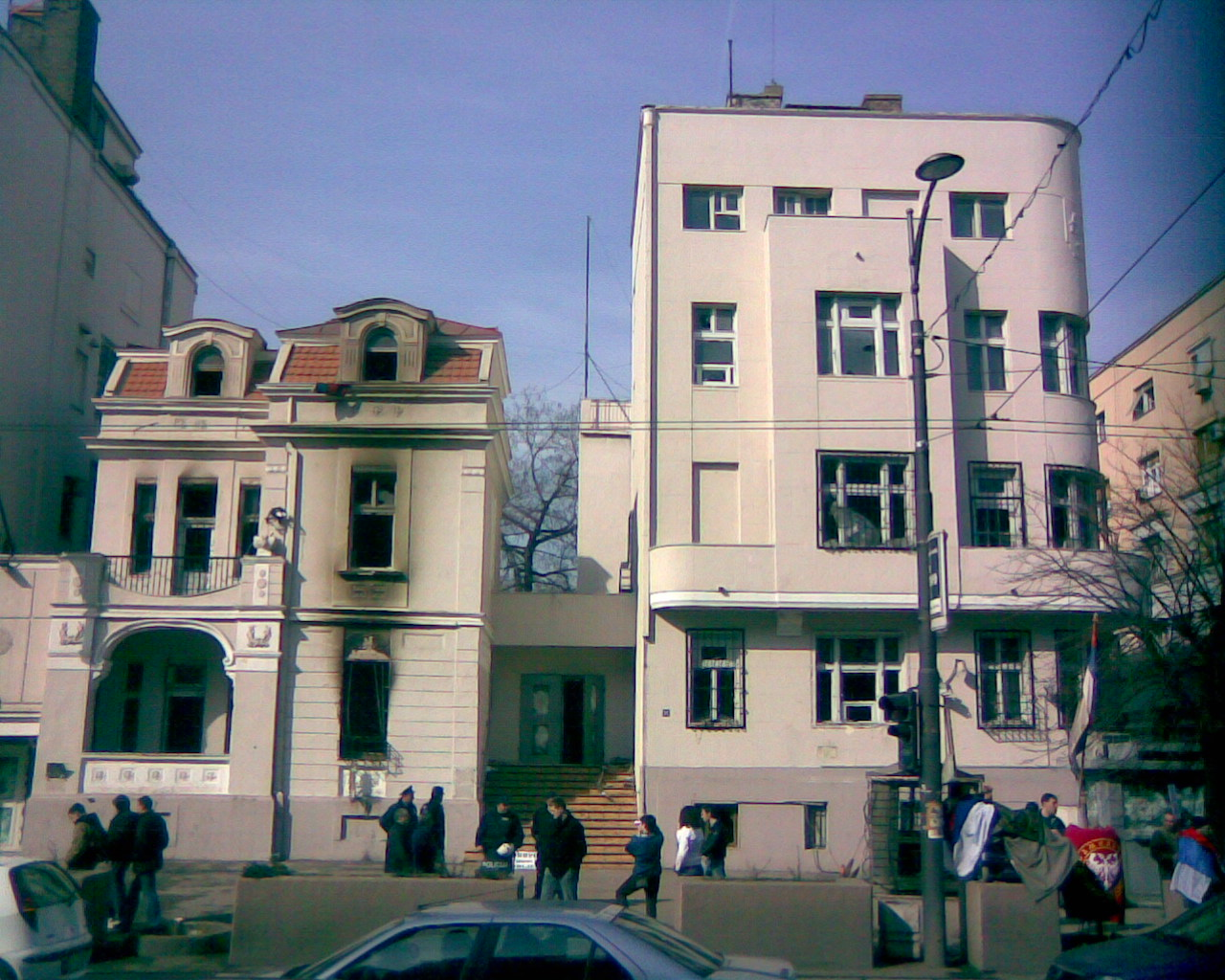
A embaixada dos Estados Unidos em Belgrado foi evacuada após os protestos de 2008.

Em 15 de fevereiro de 2008 foi anunciado que o candidato pró-Ocidente Boris Tadić venceu as eleições presidenciais daquele ano. As eleições de 2008 foram particularmente importantes para as relações da Sérvia com os Estados Unidos, já que o principal partido concorrente que foi derrotado na eleição, o Partido Radical Sérvio, desintegrou-se quando Tomislav Nikolić rompeu com Vojislav Šešelj devido  integração na União Europeia. Quando Nikolić retirou-se do Partido Radical Sérvio e começou a seguir um perfil pró-europeu (uma reversão da posição eurocética do Partido Radical Sérvio), estava sendo assessorado pela firma de lobbying estadunidense Quinn Gillespie & Associates.
Poucos dias depois deste resultado eleitoral, a declaração de independência do Kosovo no dia 17 de fevereiro de 2008 provocou distúrbios generalizados na Sérvia, durante os quais a embaixada dos Estados Unidos seria evacuada e depois incendiada por uma multidão. Um homem de nacionalidade sérvia foi morto dentro da embaixada durante os tumultos. A Sérvia retirou temporariamente o embaixador de Washington, D.C., porém a embaixada dos Estados Unidos em Belgrado ficaria fechada apenas durante alguns dias. O embaixador Cameron Munter declarou que não esperava uma degradação das relações, apesar dos tumultos.

#### Governo do Partido Progressista Sérvio (2012–)
Em 19 de abril de 2012, pouco antes das eleições parlamentares sérvias de 2012, o ex-prefeito da cidade de Nova Iorque Rudy Giuliani viajou para Belgrado para participar de uma coletiva de imprensa com o candidato a prefeito de Belgrado Aleksandar Vučić. A embaixada dos Estados Unidos na Sérvia daria uma declaração de que não apoiava qualquer candidato específico nas próximas eleições. O prefeito de Belgrado, Dragan Đilas, criticou a conferência que Giuliani assistiu, dizendo à imprensa que "Giuliani não deveria falar sobre o futuro de Belgrado como um homem que apoiou o bombardeio da Sérvia". Após as eleições presidenciais de 2012, um grande número de agências de notícias locais e até mesmo alguns intelectuais interpretaram a visita de Philip T. Reeker a Belgrado, em julho de 2012, como uma tentativa de criar uma coalizão parlamentar entre o Demokratska Stranka e o Partido Progressista Sérvio em oposição ao bloco Partido Progressista-Partido Socialista da Sérvia que foi composto pelos resultados eleitorais. As eleições por fim dariam ao Partido Progressista Sérvio, juntamente com seus aliados, a vitória, enquanto o Demokratska Stranka passaria para a oposição. O governo recém-eleito, em última análise, continuou em grande parte os mesmos programas de integração euro-atlântica seguidos pelo governo de Tadić. De acordo com o  U.S. Global Leadership Report de 2012, apenas 20% dos sérvios aprovaram a liderança dos Estados Unidos, com 57% de desaprovação e 22% de incertos, a quinta classificação mais baixa para qualquer país europeu pesquisado naquele ano.

## Imigração, fuga de cérebros e de profissionais da Sérvia
Existe uma importante diáspora sérvio-americana nos Estados Unidos; em 2007, um total de 172.834 pessoas de nacionalidade ou descendência sérvia foram registradas como estando habitando os Estados Unidos. A primeira onda documentada de imigrantes sérvios para os Estados Unidos foi registrada na década de 1970, quando muitos operários sérvios emigraram para Detroit para fabricar automóveis para a Ford. Em 2011, a Sérvia ficou em segundo lugar do mundo (depois de Guiné-Bissau), em fuga de cérebros de acordo com a USAID. A fuga de cérebros para os Estados Unidos e o Canadá tem sido citada como um fenômeno crônico na Sérvia, especialmente de 1990 a 2000, durante a década das sanções da ONU e da guerra.

## Comércio e investimento

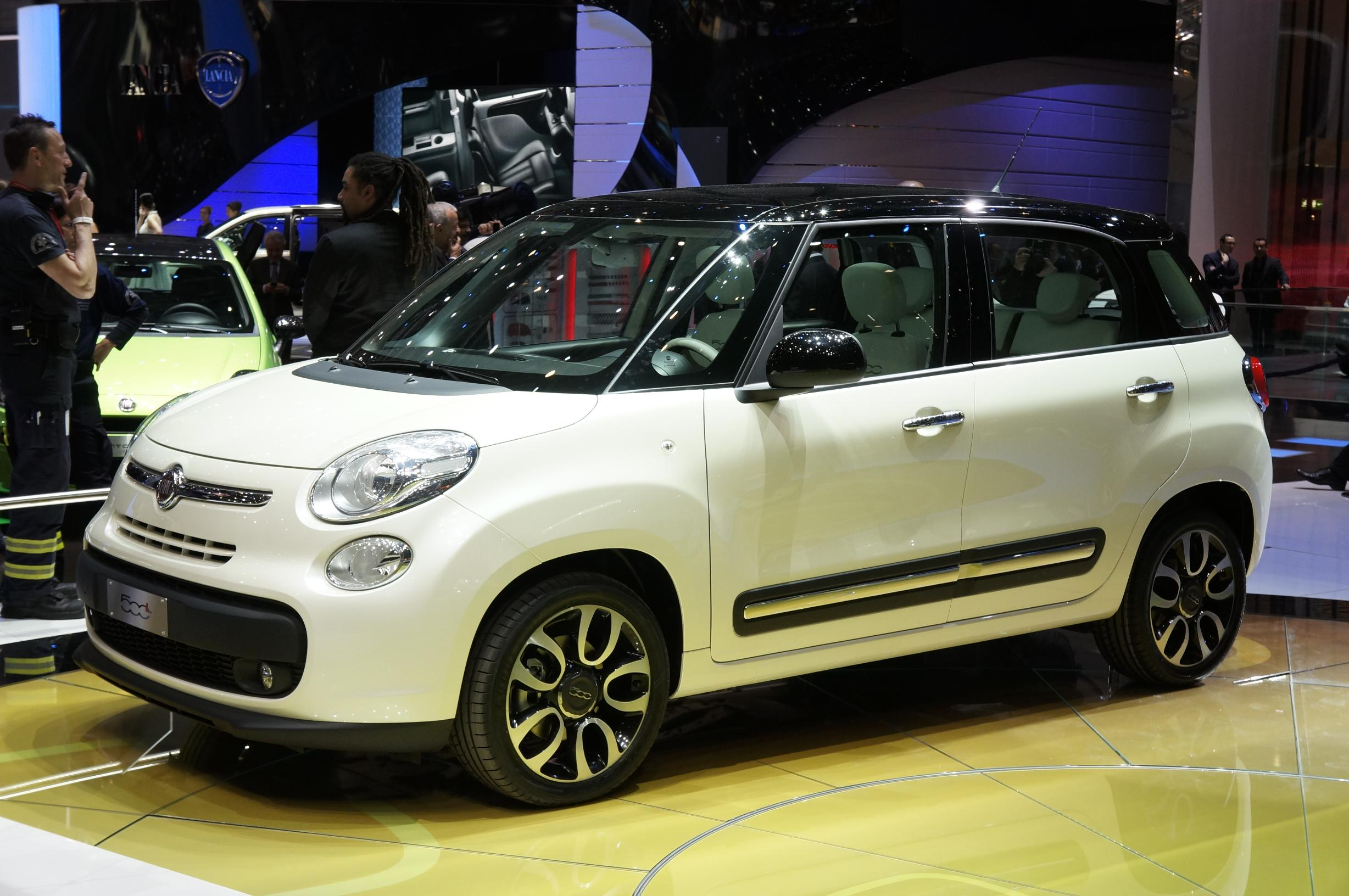
O Fiat 500L é fabricado na Sérvia e vendido nos Estados Unidos, bem como em todo o mundo.

As exportações mais fortes da Sérvia para os Estados Unidos incluem automóveis Fiat fabricados em Kragujevac. A Fiat comprou a Zastava Automobili em 2008 e posteriormente gerenciou a fábrica em Kragujevac para que produzisse novos automóveis Fiat em oposição aos modelos Zastava (os últimos Zastavas foram produzidos em 2008); somente em maio de 2013, 3.000 unidades Fiat 500L foram enviadas da Sérvia para Baltimore para venda nos Estados Unidos. O Fiat 500L é o primeiro automóvel exportado da Sérvia para os Estados Unidos desde o Zastava Koral antes de 1992, e está provando ser um modelo popular com grande quantidade de propagandas nos Estados Unidos. A Sérvia também é o maior exportador de framboesas do mundo (a partir de 2009) e grande parte das framboesas consumidas nos Estados Unidos são cultivadas em Šumadija. Em 2015, os dois países debateram para encontrar formas de aumentar os investimentos na Sérvia.

### Outras fontes
- Doder, Dusko; Branson, Louise (1999). Milosevic: Portrait of a Tyrant. [S.l.]: Free Press. ISBN 978-1-4391-3639-3
- Este artigo incorpora material em domínio público do  sítio eletrônico ou documento  de Departamento de Estado dos Estados Unidos (Background Notes).
  - U.S. Relations With Serbia

## Outras leituras
- Allan Murray Gale (1918). «The Serbian and his country» (domínio público)